# Kapela Pohođenja Marijinog u Brckovljanima
Kapela Pohođenja Marijinog je crkva u općini Brckovljani, zaštićeno kulturno dobro.

## Opis dobra
Jednobrodna neogotička kapela podignuta je u središtu naselja, na groblju, u blizini župne crkve. Sagrađena je kao zavjetna kapela 1864. g. po projektu graditelja Pfeifenbergera. Pravokutnog je broda s užom trostranom apsidom, bočnim kapelama te zvonikom iznad glavnog pročelja završenog visokom i strmom piramidalnom kapom. Unutrašnjost je oslikana neostilskim geometrijskim i biljnim motivima. Glavno pročelje naglašeno je kamenim portalom šiljastog zaključka i kamenom rozetom iznad njega.

## Zaštita
Pod oznakom Z-3836 zavedena je kao nepokretno kulturno dobro - pojedinačno, pravna statusa zaštićena kulturnog dobra, klasificirano kao "sakralna graditeljska baština".